# Novoheterandrie sličná
Novoheterandrie sličná (Neoheterandria elegans) je malá rybka z čeledi živorodkovití. V současnosti nejmenší známá živorodka chovaná v zajetí. Její domovinou je kolumbijská řeka Rio Truando.
Jedná se o drobný, nenáročný, v poslední době vyhledávaný druh vhodný do malých i větších nádrží. Důvod sporadického výskytu je ve způsobu rozmnožování zamezujícího větší komerční produkci.

## Popis
Základní barva je olivová až šedozelená s černými a žlutými svislými proužky, které se stářím sílí a směřují od středu těla k okrajům.
První pigment je patrný nedlouho po narození. Zpočátku nepříliš výrazná tmavá středová skvrnka se, jak tělo roste, roztáhne do dvou proužků, které se ne vždy sbíhají do písmene V a postupně černají. Kolem nich se v průběhu dospívání a stáří začne postupně vybarvovat 6 – 12 proměnlivě výrazných svislých žlutých skvrnek či proužků. Rybka tím dostane atraktivní vzhled. Oční duhovka dospělého jedince je na vnějším okraji šedozelená s jemnou tečkovanou kresbou. Vnitřní okraj duhovky vytváří prstenec zlaté barvy. Zornice je sytě černá.

## Pohlavní dimorfismus
Samice jsou větší a v akváriích dorůstají obvykle 2,5, nanejvýš 2,8 cm. Samci jsou menší, dorůstají do velikosti maximálně 1,5 cm. Jako všichni samci živorodkovitých ryb mají anální ploutve přeměněny na gonopodium neboli pářící orgán. Pohlavní zralost nastává u samečků po 40. dni, u samiček po 60. – 70. dni. Vzácně se lze setkat s přeměnou již plodící samičky v samečka, brzy po přeměně však rybka umírá.

## Chov vakváriu
Rybky se pro účely rozmnožování doporučuje chovat v jednodruhové nádrži s obsahem od 5 litrů. Voda by měla mít teplotu 23–26 °C, vhodnější je tvrdší voda, slabě filtrovaná přes jemné molitany nebo bez filtrace s občasnou výměnou vody.
Přijímají drobnou živou nebo sušenou stravu přiměřenou jejich velikosti. Lze je také bez problémů chovat s krevetkami, ancistrusy nebo jinými drobnými rybkami, do společnosti větších ryb se nehodí. Při dostatečném množství vytvářejí hejnka tvaru kapky. Při splnění základních pravidel je rybka zcela nenáročná. Novoheterandrie se dožívají okolo 12 měsíců, samice zřídka i 2 let, kdy po vyčerpání zásob vaječníku vyhubne a uhyne.
Samečci mezi sebou občas svádějí šarvátky točivými pohyby nebo jeden druhého prohánějí po nádrži, zpravidla ale bez následků. Dominantní sameček je barevně sytější a má šedě až černě olemovanou hřbetní a ocasní ploutev. V nádrži větší než 50 litrů jich může být více. Samičky zřídka se sebou soupeří napínáním ploutví. Často lze šarvátky pozorovat u potěru kousáním do ocasních ploutviček.

## Rozmnožování
Novoheterandrie dosahují pohlavní dospělosti velmi rychle. Sameček stojící šikmo nad samičkou čeká na vhodnou chvíli, kdy ji podpluje a pokouší se o oplození. Samička je plně vzrostlá zhruba po 4 – 5 měsících, rodí obvykle 1 (zřídka 2) mládě po 4 dnech. Zárodky potěru se v ní vyvíjejí samostatně, postupně, tzv. přeoplodněním neboli superfetací. Samičku není třeba přelovovat do zvláštní nádrže, je-li v jednodruhové nádrži. Postačí o 2 °C zvýšit teplotu. Průměrná samička porodí za život 100 – 150 mladých. Rodiče zpravidla nevykazují kanibalismus, jen při nadměrném zaplnění nádrže dochází k ukousávání ocasních ploutví nejranějšího potěru, což může vést až k jeho úhynu. Rybky se tak zřejmě brání proti populační explozi. Hustá spleť plovoucích rostlin pomůže zabránit tomuto jevu.